# Ocalemia
Ocalemia is een kevergeslacht uit de familie van de boktorren (Cerambycidae). De wetenschappelijke naam van het geslacht werd voor het eerst geldig gepubliceerd in 1858 door Pascoe.

## Soorten
Ocalemia omvat de volgende soorten:
- Ocalemia borneensis (Hayashi & Villiers, 1989)
- Ocalemia hayashii Ohbayashi N., 1999
- Ocalemia vigilans Pascoe, 1858